# Gracilia
Gracilia is een kevergeslacht uit de familie van de boktorren (Cerambycidae). De wetenschappelijke naam van het geslacht werd voor het eerst geldig gepubliceerd in 1834 door Audinet-Serville.

## Soorten
Gracilia is monotypisch en omvat slechts de volgende soort:
- Gracilia minuta (Fabricius, 1781)